# Palonosetron

Die Hauptmetaboliten von Palonosetron, das N-Oxid (links) und 6S-Hydroxypalonosetron (rechts), haben weniger als 1 % der pharmakologischen Aktivität von Palonosetron selbst.

Palonosetron ist ein in Deutschland im Jahr 2005 sowie in Österreich und der Schweiz unter dem Handelsnamen Aloxi® (Hersteller in Deutschland: Riemser Arzneimittel) zur Vorbeugung gegen Übelkeit und Erbrechen bei Chemotherapien von Krebserkrankungen zugelassener Arzneistoff und gehört damit zur Gruppe der Antiemetika. Ebenso wie das bereits länger verfügbare Ondansetron  zählt es zur Gruppe der 5-HT3-Rezeptor-Antagonisten, mit einer Plasmahalbwertszeit von etwa 40 Stunden weist es eine wesentlich längere Wirkdauer als Ondansetron auf. Es werden 250 µg Palonosetron ca. 30 Minuten vor der Chemotherapie intravenös gegeben, wobei eine wiederholte Gabe innerhalb von sieben Tagen nicht empfohlen wird.